# Плейфэр, Джон
Джон Пле́йфэр (или Пле́йфер, англ. John Playfair, 1749—1819) — шотландский математик и географ, профессор математики в Эдинбургском университете.
В математике Плейфэр известен в первую очередь своими работами в области геометрии. Он опубликовал весьма популярное в своё время издание работ Евклида с комментариями.
В честь него названа альтернативная формулировка аксиомы параллельности Евклида, так называемая аксиома параллельности Плейфэра,
эту формулировку предложил Прокл, а Плейфэр лишь популяризовал её.
Он был также первым математиком, начавшим преподавание в Великобритании современного математического анализа.
В области геологии Плейфэр поддерживает Джеймса Хаттона, исследования которого доказывают медлительность геологических процессов, а также тот факт, что они продолжаются и до настоящего времени (теория униформизма). Плейфэр сопровождал Хаттона во многих его геологических и естественнонаучных экспедициях — на побережье Северного моря, где учёные обнаружили дискордантные слои на одной из скал — доказательство долговременных изгибов и смещений земной коры. Во время путешествия в швейцарские Альпы Плейфэр исследовал там валуны (эрратические каменные блоки), подобные которым он наблюдал впоследствии и в Шотландии. В 1802 году учёный пришёл к выводу, что эти гигантские камни были занесены на их нынешнее местоположение движущимися глетчерами (в отличие от принятой в то время теории потопа).
После смерти Хаттона Плейфэр выпускает в свет его третье издание «Теории Земли» и другие сочинения своего друга и коллеги. Был членом Королевского общества Эдинбурга. С 1807 года Плейфэр — член Лондонского королевского общества. В честь учёного назван один из кратеров на Луне диаметром в 48 км² (координаты — 23,5° ю. ш., 8,4° в. д.; расположен близ кратеров Аль-Мамун, Гебер и Апиан).